# Falcão (futsal)
Pour les articles homonymes, voir Falcao.
Alessandro Rosa Vieira, plus communément appelé Falcão, né le 8 juin 1977 à São Paulo, est un joueur de futsal international brésilien.
Il est nommé meilleur joueur de futsal du monde en 2004, 2006, 2011 et 2012.
Sélectionné en équipe du Brésil à partir de 1998, il participe aux Coupes du monde de 2000, 2004, 2008 et 2012. Il est nommé meilleur joueur des tournois de 2004 et 2008, et remporte les tournois de 2008 et 2012 (les 4e et 5e trophées du Brésil).

## Biographie

### En club
Comme beaucoup de jeunes brésiliens, Falcao grandit en jouant au futsal, mais contrairement à des compatriotes comme Neymar, Ronaldinho ou Robinho, il ne poursuit pas son parcours dans le football et reste à l'intérieur. Ses performances pour Guapira dans les championnats régionaux à l'adolescence à Sao Paulo lui valent un mouvement à l'équipe de futsal de Corinthians.
Après cinq ans à Time do Povo, il rejoint le GM Chevrolet et un premier appel en équipe du Brésil suit. Il porte successivement le maillot de nombreux clubs parmi lesquels l'Atlético Mineiro, São Paulo FC, Malwee/Jaraguá ou Intelli (en). En 2001 avec SE Palmeiras puis l'année suivante avec Portuguesa, Falcao tente de percer en football à onze mais ne joue qu'un seul match à chaque fois.
En 2004, Falcao est devenu partie intégrante de l'équipe nationale de futsal et, à la fin de l'année, est nommé meilleur joueur de futsal de l'année par la FIFA pour la première fois. Ses rêves de faire du footballeur professionnel ont disparu depuis longtemps, il est maintenant un joueur de futsal et le meilleur au monde.
Néanmoins, ses rêves de devenir footballeur sont ravivés après une conversation fortuite entre son frère et le président de Sao Paulo Futebol Clube, Marcelo Portugal Gouvea. Les deux hommes parlent de Falcao, dont les performances pour le Selecao et le récent prix de joueur de l'année lui valent la reconnaissance de tout le pays. Falcao s'engage pour six mois. L'entraîneur Émerson Leão, bien que sceptique, le fait entrer en fin de deuxième période lors de la première journée de championnat paulista le 20 janvier 2005. Placé sur l'aile, il lui demande de dribbler et éliminer des joueurs. Falcao enchaîne les entrées en jeu mais ne convainc pas son entraîneur. Son coéquipier Cicinho déclare : « Nous essayons d'aider Falcao dans cette transition. C'est un très bon joueur et il est difficile d'être marqué. Mais ce qui est difficile pour lui, c'est la partie physique. Il a encore besoin d'apprendre certaines choses, je suis sûr qu'il va bien s'adapter ». Son équipe en tête du championnat, le soutien du public s'estompe devant les bons résultats. Il est titulaire pour la première fois lors de la dernière journée et le titre acquis, en tant qu'attaquant en l'absence de Diego Tardelli, mais sort à la mi-temps. Falcao annonce le 19 avril retourner au futsal.
En 2011, il rejoint la section futsal de son club de cœur, le Santos FC. Jeune, il y fait un essai non-concluant pour intégrer le club de football. Mais son séjour est de courte durée lorsque l'équipe est dissoute afin de récolter des fonds pour garder Neymar au Brésil.

### En équipe nationale
En équipe nationale, Falcao hérite du numéro 12 de Vander, notamment porté pendant la Coupe du monde 1996. « J’ai deux parrains en futsal : Douglas et Vander. J’ai succédé à Vander en équipe nationale et il m’a beaucoup aidé à bien négocier cette transition. Il m’a parlé, il m’a donné des conseils et il a tout fait pour me motiver. Il était capitaine en 1996 et il a marqué un but en finale. Avant lui, ce maillot appartenait à Jackson. Ce sont des icônes du futsal brésilien. Ce numéro a une longue histoire derrière lui ».
En mars 2010, il dépasse Manoel Tobias, en tant que meilleur buteur brésilien de l'histoire du futsal, grâce à sa 279e réalisation.
En mars 2012, Falcao annonce sa retraite internationale à la suite d'un désaccord avec la fédération brésilienne.
À la fin de 2012, Falcao inscrit son 337e but sous les couleurs nationales, devenant le meilleur buteur brésilien de l'histoire toutes disciplines footballistiques confondues. À cette occasion, le Brésil remporte la Coupe du Monde de Futsal de la FIFA, Thaïlande 2012.
Le 6 décembre 2013, Il atteint la barre des 350 buts avec le Brésil. À 36 ans, il marque tous les buts de la Seleção lors de sa victoire 4-1 contre le Chili, en finale de la Coupe intercontinentale. Falcao termine meilleur buteur de la compétition.
Falcao participe au Mondial 2016 en Colombie. En match de poule, il signe un triplé contre le Mozambique (15-3) et dépasse le record de buts en Coupe du monde de son compatriote Manoel Tobias (45 pour 43 buts). En huitièmes de finale, malgré un triplé de Falcao dont un subtil lob dans les prolongations, qui porte son record à 48 buts, les favoris auriverde sont éliminés par l’Iran, champion d’Asie (3-3, 4-4 ap, 3-2 tab). Au terme du 33e et dernier match en Coupe du Monde de Falcao, un long silence s’abat sur le Coliseo bicentenario. La défaite de la Seleçao met un terme brutal à la carrière du joueur de 39 ans. Après la fin du match, les vainqueurs iraniens applaudissent Falcao avant de le porter en triomphe pour lui rendre un dernier hommage,,.

## Style de jeu
L’ailier est considéré comme l’un des meilleurs joueurs de futsal de tous les temps. Il brille par ses qualités de dribbleur et ses tirs du pied gauche, puissants et précis.
Falcao contribue à populariser le futsal par ses gestes techniques spectaculaires. Des vidéos de ses buts ou de ses dribbles en un contre un circulent sur les réseaux sociaux. Il tente souvent des bicyclettes, passements de jambes et autres passes savamment distillées avec une efficacité remarquable.
Le Portugais Ricardinho s’est fait tatouer le numéro 12 sur le mollet, en l’honneur de Falcao.

## Statistiques
Avec la sélection brésilienne, Falcao inscrit 339 buts en 201 matchs avec la sélection brésilienne,.

## Palmarès
Falcão est nommé meilleur joueur de futsal du monde en 2004, 2006, 2011 et 2012 et devient alors le recordman de récompense devant son compatriote Manoel Tobias (trois titres). En 2017, le Portugais Ricardinho bat ce record avec un cinquième trophée de meilleur joueur.
Avec la sélection brésilienne, Falcão possède un palmarès important avec deux titres de champion du monde (2008 et 2012), deux Ballons d’Or Adidas (meilleur joueur, 2004 et 2008) et un Soulier d’Or Adidas (meilleur buteur, 2004). Il est aussi le meilleur buteur de l'histoire de la Coupe du monde (48 buts) ainsi que le joueur le plus capé (34 matchs),.
En 27 ans de carrière, le Brésilien a remporté 56 trophées de futsal, et deux trophées de football (Copa Libertadores ainsi que le championnat de São Paulo) avec Sao Paulo FC en 2005.
Falcao a obtenu une reconnaissance particulière lors des The Best FIFA Football Awards 2016 où il s'est vu remettre le Prix de la FIFA pour une carrière exceptionnelle.